# 八社 (名古屋市)
八社（はっしゃ）は、愛知県名古屋市中村区の地名。現行行政地名は八社一丁目および八社二丁目。住居表示未実施。

## 地理
名古屋市中村区南西部に位置する。南は横前町、北は岩塚町に接する。

## 歴史

### 地名の由来
岩塚町字郷中に鎮座する八所社の「八」と「社」より命名したものであるという。

### 沿革
- 1980年（昭和55年）3月9日 - 以下の通り、中村区岩塚町および横井町の各一部により、同区八社一丁目および八社二丁目として成立[1]。
  - 八社一丁目が、岩塚町字西起の一部により成立[1]。
  - 八社二丁目が、岩塚町字西起および横井町字囲内・字東廻り・字替地の各一部により成立[1]。
- 1981年（昭和56年）9月6日 - 以下の通り、岩塚町の一部を編入する[9]。
  - 八社一丁目に、岩塚町字一里山・字宮前・字押木田・字三ツ割・字小池・字東野岸・字西野岸・字銭亀・字万吉の各一部を編入する[9]。
  - 八社二丁目に、岩塚町字小池・字押木田・字銭亀・字万吉・字東野岸・字西野岸の各一部を編入する[9]。
- 1984年（昭和59年）11月3日 - 八社二丁目に、野田町字油田・字西竪出・字丸ノ内の各一部を編入する[9]。

## 世帯数と人口
2019年（平成31年）2月1日現在の世帯数と人口は以下の通りである。
| 丁目       | 世帯数    | 人口    |
| ---------- | --------- | ------- |
| 八社一丁目 | 406世帯   | 1,079人 |
| 八社二丁目 | 880世帯   | 1,819人 |
| 計         | 1,286世帯 | 2,898人 |

### 人口の変遷
国勢調査による人口の推移
| 1980年（昭和55年） | 2,537人 | [ 10 ] |  |
| 1985年（昭和60年） | 2,561人 | [ 10 ] |  |
| 1990年（平成2年）  | 2,757人 | [ 11 ] |  |
| 1995年（平成7年）  | 2,865人 | [ 12 ] |  |
| 2000年（平成12年） | 2,790人 | [ 13 ] |  |
| 2005年（平成17年） | 2,780人 | [ 14 ] |  |
| 2010年（平成22年） | 2,749人 | [ 15 ] |  |
| 2015年（平成27年） | 2,760人 | [ 16 ] |  |

## 学区
市立小・中学校に通う場合、学校等は以下の通りとなる。また、公立高等学校に通う場合の学区は以下の通りとなる。
| 丁目       | 番・番地等 | 小学校               | 中学校               | 高等学校 |
| ---------- | ---------- | -------------------- | -------------------- | -------- |
| 八社一丁目 | 全域       | 名古屋市立八社小学校 | 名古屋市立御田中学校 | 尾張学区 |
| 八社二丁目 | 全域       | 名古屋市立八社小学校 | 名古屋市立御田中学校 | 尾張学区 |

## 施設
- 名古屋市立八社小学校[7]
- 一里山公園[7]
- 愛知県営中村住宅[7]
- 銭亀公園[7]
- 曹洞宗岩塚薬師寺[7]

## その他

### 日本郵便
- 郵便番号 : 453-0863[4]（集配局：中村郵便局[19]）。